# ᵊ˞
Cette page contient des caractères spéciaux ou non latins. S’ils s’affichent mal (▯, ?, etc.), consultez la page d’aide Unicode.
ᵊ˞, appelée schwar en exposant, schwar supérieur ou lettre modificative schwa crochet rhotique, est un graphème utilisé dans certaines transcriptions phonétiques basées sur l’alphabet phonétique international. Il est formé de la lettre ə˞ mise en exposant.

## Utilisation
Le schwar en exposant est utilisé dans la transcription phonétique basée sur l’alphabet phonétique international utilisée dans le Scottisch Gaelic Dialect Survey, la forme en exposant y représentant une forme notablement plus courte que le même symbole de taille normale.

## Représentations informatiques
La lettre lettre modificative schwa crochet rhotique peut être représenté avec les caractères Unicode suivants (Extensions phonétiques, Lettres modificatives avec chasse) :
| formes       | représentations | chaînes de caractères | points de code | descriptions                                                             |
| ------------ | --------------- | --------------------- | -------------- | ------------------------------------------------------------------------ |
| modificative | ᵊ˞              | ᵊ◌˞                   | U+1D4A U+02DE  | lettre modificative minuscule schwa lettre modificative crochet rhotique |